# Arschawir Schirakjan

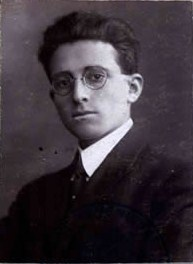
Passfoto Schirakjans, 1919

Arschawir Schirakjan (auch Schiragian, armenisch Արշաւիր Շիրակեան; * 1. Januar 1900 in Konstantinopel, Osmanisches Reich; † 12. April 1973 in Englewood, New Jersey, USA) war ein armenischer Revolutionär. Im Rahmen der Operation Nemesis ermordete er unter anderem Said Halim Pascha und Cemal Azmi. In Armenien wird er als Nationalheld angesehen.

## Frühes Leben
Bereits in seiner Jugend stand Schirakjan der Armenischen Revolutionären Föderation (ARF) nahe. Zur Zeit des Ersten Weltkrieges und des Völkermords an den Armeniern wurde er beauftragt, Waffen zu schmuggeln und Geheimbotschaften zwischen Parteimitgliedern auszutauschen. In seinen Memoiren berichtet Schirakjan, wie er zu dieser Zeit Zeuge mehrerer anti-armenischer Kundgebungen wurde und wie zahlreiche armenische Etablissements Konstantinopels, etwa die Tokatlıyan-Hotels, durch Angriffe beschädigt wurden.

## Operation Nemesis
Als die Operation Nemesis durch einen Kongress der ARF in die Wege geleitet wurde, wählte man Schirakjan als einen der „Rächer“ des armenischen Volkes. Sein erstes Ziel war die Ermordung des Armeniers Wahe Ihsan. Laut seinen Memoiren handelte es sich dabei um „einen Verräter, den seine Landsleute, Verwandten und selbst seine Kindern verabscheuten“, da er „dabei half, die Liste armenischer Intellektueller auszuarbeiten, die 1915 arrestiert und deportiert wurden.“ Am 27. März 1920 fand Ihsan in Konstantinopel durch Schirakjans Hand den Tod.
Als Nächstes wurde er mit der Ermordung Said Halim Paschas beauftragt, der sich im Exil in Rom befand. Im Rahmen dieser Mission wohnte er vorübergehend in einem Haus in der Via Cola di Rienzo 28 in Rom. Am 5. Dezember 1921 gelang ihm die Ermordung des Paschas, als dieser mit einem Taxi zurück zu seinem Haus in der Via Eustachio gelangen wollte.
Zusammen mit Aram Jerkanjan wurde Schirakjan daraufhin die Ermordung Cemal Azmis und Bahattin Şakirs anvertraut, die sich beide in Berlin aufhielten. Am 17. April 1922 begegneten sie ihren Zielpersonen, als diese mit ihren Familien durch die Uhlandstraße liefen. Schirakjan gelang es, Azmi zu töten und Şakir zu verwunden, woraufhin dieser die Flucht ergriff. Jerkanjan setzte ihm jedoch sofort nach und tötete ihn kurz darauf mit einem Kopfschuss.

## Leben in den Vereinigten Staaten

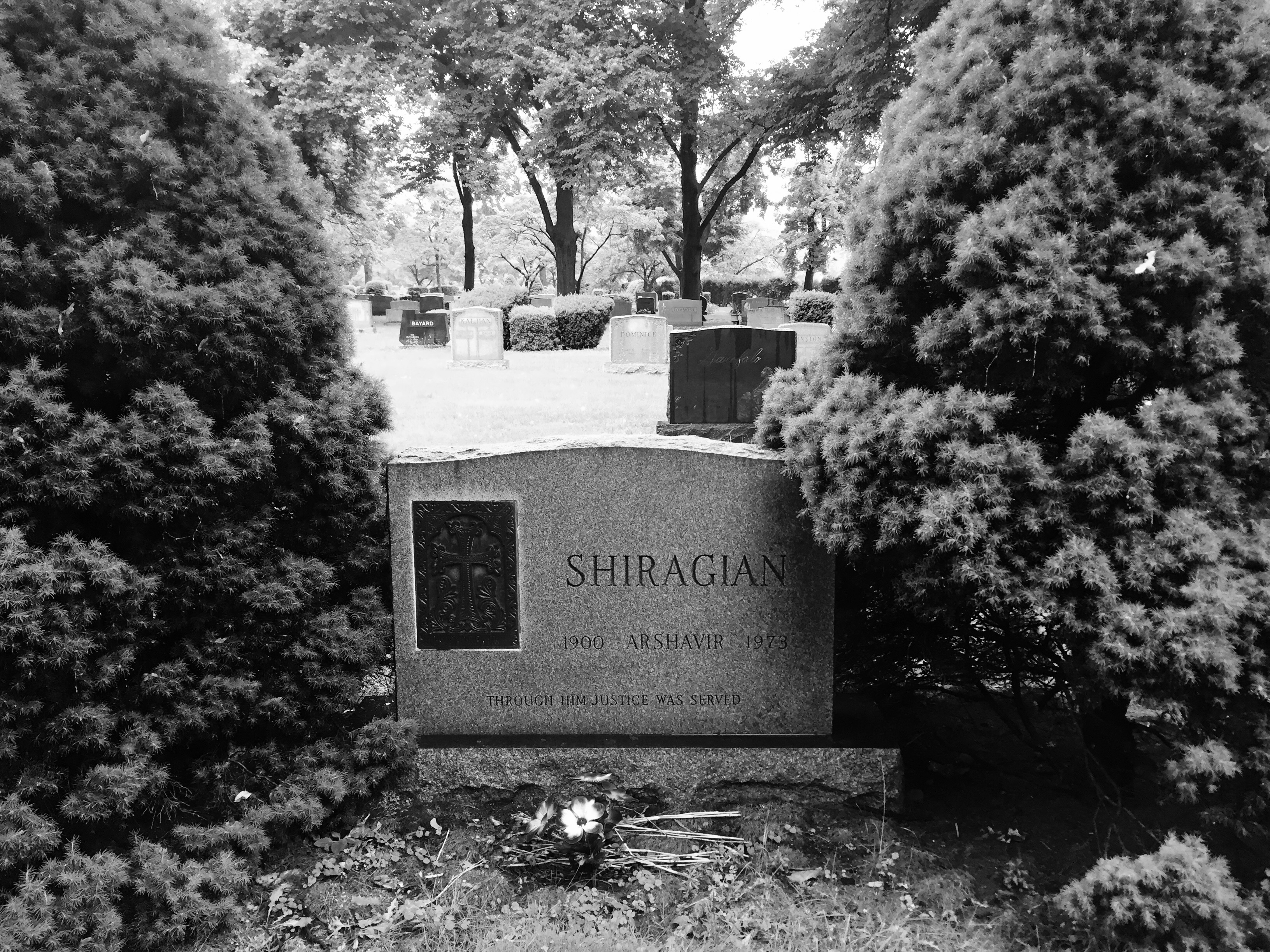
Schirakjans Grabstein auf dem Hackensack Cemetery in Hackensack, New Jersey

Arschawir Schirakjan heiratete nach erfolgreicher Erfüllung seiner Mission Kayane Ghazarian, mit der er 1923 nach New York zog und 1928 eine Tochter namens Sonia hatte. Er blieb auch in den Vereinigten Staaten eine aktive Figur des öffentlichen Lebens und engagierte sich für die armenische Gemeinschaft in New York und New Jersey.
1965 veröffentlichte er seine Memoiren, in denen er über sein Leben während des Völkermordes und der Operation Nemesis berichtet, mit dem Titel Կտակն էր Նահատակներուն (deutsch Es war das Erbe der Märtyrer). Später wurden diese ins Französische (La dette du sang, 1982 und 1984), Englische (The Legacy, 1976, von Sonia Schirakjan) und Italienische (Condannato A Uccidere: Memorie di un Patriota Armeno, 2005, von Vasken Pambakian) übersetzt.
Nach New York zog Schirakjan nach Leonia, wo er bis zu seinem Tode im Jahre 1973 lebte. Er starb in einem Krankenhaus in Englewood und wurde auf dem Hackensack Cemetery in Hackensack beerdigt.